# Gårvik
Gårvik, är ett villaområde i Munkedals kommun, Bohuslän.
Området ligger på näset mellan Gullmarns två bifjordar, Saltkällefjorden och Färlevfjorden.